# Kanton Saint-Pierre-d'Irube
Kanton Saint-Pierre-d'Irube (francouzsky Canton de Saint-Pierre-d'Irube) je francouzský kanton v departementu Pyrénées-Atlantiques v regionu Akvitánie. Tvoří ho pět obcí.

## Obce kantonu
- Lahonce
- Mouguerre
- Saint-Pierre-d'Irube
- Urcuit
- Villefranque